# Batignano

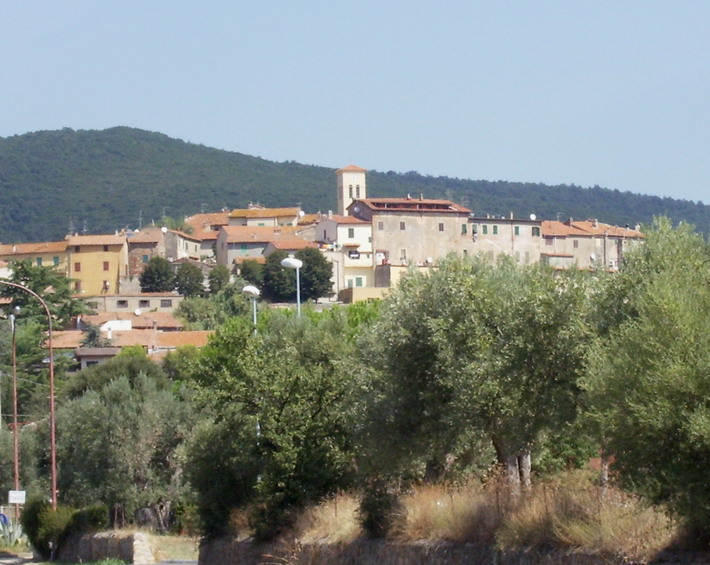
Batignano

Batignano (Italiano: [batiɲˈɲaːno]) é uma fração da cidade de Grosseto, posicionado a cerca de 10 km a nordeste da capital.

## História
De origens incertas, Batignano se desenvolveu no período Medieval, por volta do castelo que controlava a saída da estrada em direção a Siena, na planície de Grosseto . 

### Arquitetura militar
- Paredes de Batignano, muralhas da cidade.
- Torre Quadrata, uma torre quadrada.
- Porta Senese, uma das duas portas dos muros.
- Porta Grossetana, uma das duas portas dos muros.

### Palácios
- Palazzo Iacometti
- Palazzo Baccellieri
- Palazzo del Loggiato

### Igrejas
- Pieve di San Martino, originalmente situado fora do centro, tem um estilo Românico, com traços de afrescos da escola de Siena que se conserva em seu interior.
- Irmandade da Igreja de San Giuseppe, de estilo Barroco, apresenta valioso decorações em seu interior.
- Oratorio di San Michele Arcangelo, lugar de aboliu a adoração que originalmente se encontra a estátua de madeira de saint agora colocados dentro da paróquia.
- Convento de Santa Croce, posicionado fora da cidade, que conserva alguns afrescos, mesmo que ele foi transformado em uma residência privada depois de seu abandono e sua conseqüente desconsagração.